# Ґумово (Островський повіт)
Ґумово (пол. Gumowo) — село в Польщі, у гміні Старий Люботинь Островського повіту Мазовецького воєводства.
Населення — 143 особи (2011).
У 1975-1998 роках село належало до Остроленцького воєводства.

## Демографія
Демографічна структура станом на 31 березня 2011 року:
|          | Загалом | Допрацездатний вік | Працездатний вік | Постпрацездатний вік |
| -------- | ------- | ------------------ | ---------------- | -------------------- |
| Чоловіки | 80      | 19                 | 50               | 11                   |
| Жінки    | 63      | 12                 | 36               | 15                   |
| Разом    | 143     | 31                 | 86               | 26                   |